# ボストン・リーガル
『ボストン・リーガル』（英: Boston Legal）は、アメリカ合衆国のABCで2004年から2008年まで放送されていた、デビッド・E・ケリー制作のテレビドラマ（海外ドラマ）シリーズ。
『ザ・プラクティス ボストン弁護士ファイル』のスピンオフ作品である。2011年6月3日にDVDリリース決定。DVDのタイトル名は『ボストン・リーガル お騒がせグレート弁護士』。
この5年間の放送の中で、22のプライムタイム・エミー賞にノミネートされ、その内の5つを受賞した。また、4つのゴールデングローブ賞にノミネートされ、その内の1つを受賞した。更に、ピーボディ賞も受賞した。

## 概要
ボストンの高額所得者相手の法律事務所を舞台にしたコメディードラマ。セリフに痛烈な社会風刺がみられることが特徴で、たまに「次のシーズンもこの時間帯かな」といった視聴者の視点に立った演出がされる。

## キャスト
- アラン・ショア / ジェームズ・スペイダー（日本語吹替：てらそままさき）
- デニー・クレイン /  ウィリアム・シャトナー（日本語吹替：麦人）
- ポール・ルイストン / ルネ・オーベルジョノワ
- ブラッド・チェイス / マーク・バレー
- シャーリー・シュミット / キャンディス・バーゲン（日本語吹替：宮寺智子）
- ローリ・コルソン / モニカ・ポッター
- タラ・ウィルソン / ローナ・ミトラ

## 賞
- 2005年
  - プライムタイム・エミー賞（ドラマ部門）最優秀主演男優賞 - ジェームズ・スペイダー
  - プライムタイム・エミー賞（ドラマ部門）最優秀助演男優賞 - ウィリアム・シャトナー
  - ゴールデン・グローブ賞最優秀助演男優賞 - ウィリアム・シャトナー
- 2006年
  - プライムタイム・エミー賞（ドラマ部門）最優秀ゲスト男優賞 - クリスチャン・クレメンソン
- 2007年
  - プライムタイム・エミー賞（ドラマ部門）最優秀主演男優賞 - ジェームズ・スペイダー